# Comando interregionale carabinieri
Il Comando interregionale carabinieri è una grande unità militare territoriale dell'Arma dei Carabinieri, a livello di corpo d'armata. Complessivamente i Comandi sono cinque, distribuiti su tutto il territorio nazionale.

## Storia
L'Arma dei Carabinieri nel 1936 istituì due comandi di divisione: la 1ª Divisione "Pastrengo", con sede a Milano e la 2ª Divisione "Podgora", con sede a Roma, da cui dipendevano le sei brigate. 
Nel 1939 venne istituita la 3ª Divisione "Ogaden" di stanza a Napoli.  
Questa allora l'organizzazione:  
- 1ª Divisione "Pastrengo": 1ª Brigata (Torino) Legioni di Torino, Alessandria, Genova; 2ª Brigata (Milano) Legioni di Milano, Verona, Bolzano, Padova, Trieste;
- 2ª Divisione "Podgora": 3ª Brigata (Firenze) - Legioni di Firenze, Livorno, Bologna, Ancona; 4ª Brigata (Roma) - Legioni di Roma, Lazio, Cagliari;
- 3ª Divisione "Ogaden": 5ª Brigata (Napoli) - Legioni di Napoli, Bari, Catanzaro; 6ª Brigata (Palermo) - Legioni di Palermo e Messina.

Nel 1971 nacque la Divisione Scuole e Unità Speciali "Palidoro" , che nel 1985, privata della componente addestrativa (ricondotta all'Ispettorato scuole carabinieri) venne denominata Divisione unità mobili e speciali dei carabinieri "Palidoro".
Nel 1991 nacquero altre due divisioni:
- 4ª Divisione "Carabinieri dello Stretto" ( poi Culqualber) a Messina
- 5ª Divisione Carabinieri "Vittorio Veneto"  a Padova [2].

Dopo il 2000, per effetto dell'elevazione dell'Arma dei Carabinieri al rango di forza armata, le divisioni sono state trasformate in Comandi interregionali (a livello di corpo d'armata).

## Compiti
Secondo il D.Lgs. n.66/2010 i cinque Comandi Interregionali "esercitano funzioni di alta direzione, di coordinamento e di controllo nei confronti dei Comandi di Legione e assicurano, attraverso i propri organi, il coordinamento tecnico, logistico e amministrativo di tutti i reparti dell’Arma dislocati nell’area di competenza, anche se appartenenti ad altre organizzazioni funzionali". 

## Organizzazione
I 5 comandi interregionali dipendono direttamente dal comando generale dell'Arma e dirigono, coordinano e controllano i 18 comandi di Legione Carabinieri dipendenti. 
- Pastrengo, con sede a Milano e copre:
  - Valle d'Aosta
  - Piemonte
  - Liguria
  - Lombardia
- Vittorio Veneto, con sede a Padova e copre:
  - Trentino-Alto Adige
  - Veneto
  - Friuli-Venezia Giulia
  - Emilia-Romagna
- Podgora, con sede a Roma e copre
  - Toscana
  - Lazio
  - Umbria
  - Marche
  - Sardegna
- Ogaden, con sede a Napoli e copre:
  - Abruzzo
  - Molise
  - Campania
  - Basilicata
  - Puglia
- Culqualber, con sede a Messina e copre:
  - Calabria
  - Sicilia

### Comandanti
I comandi interregionali sono retti da un generale di corpo d'armata.
- Pastrengo: Gen.C.A. Riccardo Galletta (da maggio 2024)
- Vittorio Veneto: Gen.C.A. Maurizio Stefanizzi (da marzo 2023)
- Podgora: Gen.C.A. Aldo Iacobelli (da dicembre 2024)
- Ogaden: vacante
- Culqualber: Gen.C.A. Claudio Domizi (da luglio 2025)

## Stemmi

Comando interregionale "Pastrengo"
Comando interregionale "Vittorio Veneto"
Comando interregionale "Podgora"
Comando interregionale "Ogaden"
Comando interregionale "Culqualber"